# DZ Геркулеса
DZ Геркулеса (лат. DZ Herculis) — одиночная переменная звезда* в созвездии Геркулеса на расстоянии приблизительно 4192 световых лет (около 1285 парсек) от Солнца. Видимая звёздная величина звезды — от +12,3m до +10,9m.
Открыта Куно Хофмейстером в 1935 году.

## Характеристики
DZ Геркулеса — красный гигант, пульсирующая полуправильная переменная звезда типа SRA (SRA) спектрального класса M0. Радиус — около 68,77 солнечного, светимость — около 795,126 солнечной. Эффективная температура — около 3696 K.